# Geozentrisches Weltbild

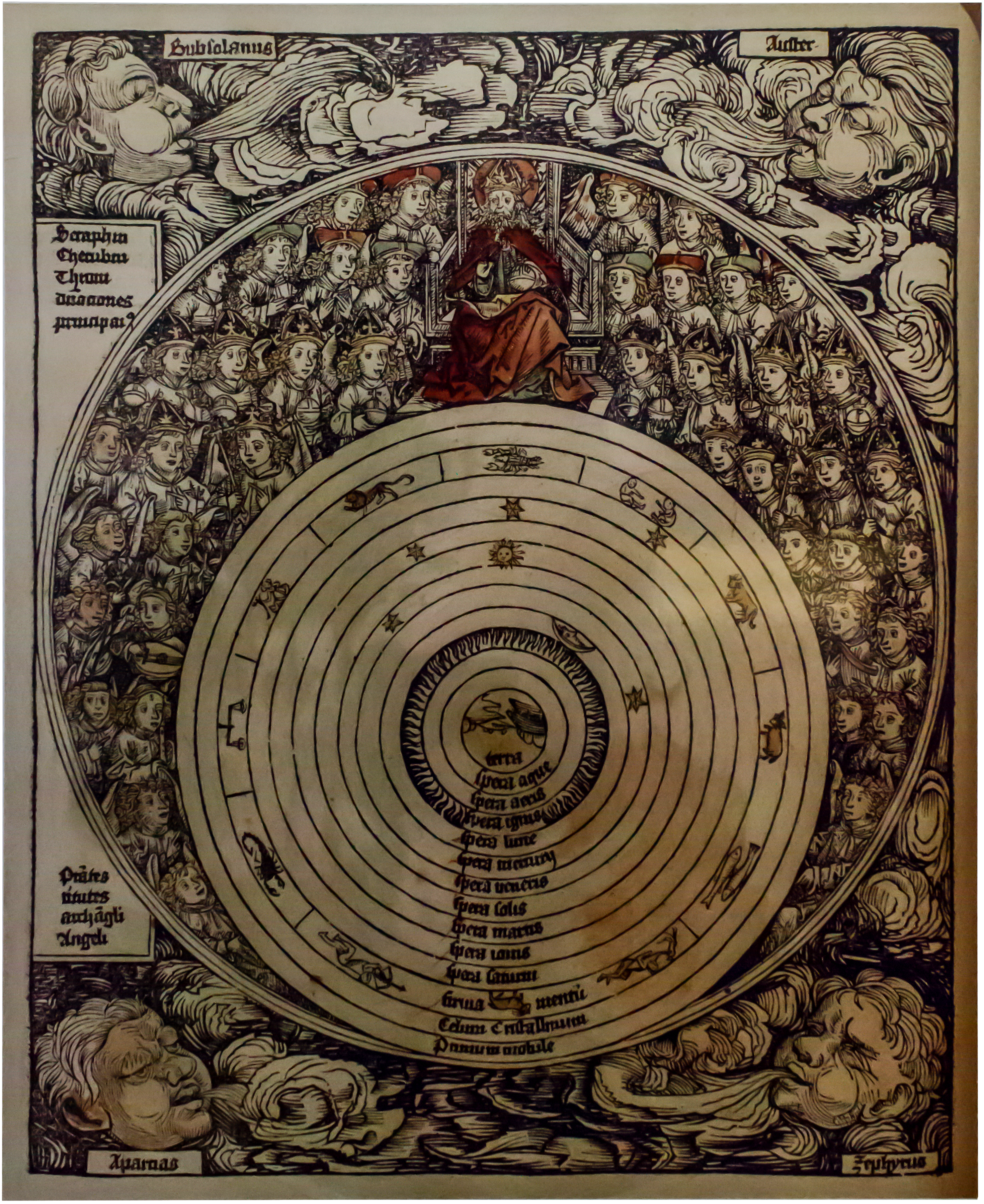
Geozentrisches Weltbild im Mittelalter aus der Schedelschen Weltchronik um 1493

Das geozentrische Weltbild (altgriechisch γεοκεντρικός geokentrikós „erdzentriert“) basiert auf der Annahme, dass die Erde und damit auch der Mensch im Universum eine zentrale Position einnehmen, so dass alle Himmelskörper (Mond, Sonne, die anderen Planeten und die Fixsterne) die Erde umkreisen. Das geozentrische Weltbild entspricht dem unmittelbaren Augenschein und wurde schon im klassischen Altertum in Griechenland, insbesondere bei Aristoteles (384–322 v. Chr.), detailliert ausgearbeitet. Es war dann in Europa für etwa 2000 Jahre die vorherrschende Auffassung. Auch im alten China und in der islamischen Welt wurde ein geozentrisches Weltbild gelehrt. Ob es bereits vor den Griechen im alten Mesopotamien vertreten wurde, ist nicht sicher. In der Renaissance wurde das geozentrische durch das heliozentrische Weltbild mit der Sonne als Mittelpunkt des Kosmos abgelöst, das in seiner ersten Form bei Aristarchos von Samos (310–230 v. Chr.), also ebenfalls schon in der Antike, erschien.
Während sich die Fixsterne gemeinsam und, soweit mit dem Auge festzustellen, gleichförmig um die Erde drehen, bewegen sich Mond, Sonne und Planeten auf unterschiedliche Weise etwas langsamer, bei den Planeten zuweilen aber auch schneller als die Fixsterne. Nach dem einfachsten geozentrischen System erfolgen ihre Umläufe daher in verschiedenen, von innen nach außen konzentrisch angeordneten rotierenden Sphären, deren Drehachsen durch das Erdzentrum gehen. Diese Sphären wurden teilweise als durchsichtige Hohlkugeln aufgefasst. An der äußersten und schnellsten Sphäre sind die Fixsterne befestigt, an der innersten, die auch die langsamste ist, der Mond. Die besonderen Unregelmäßigkeiten bei den Planeten machten es nötig, ihnen statt der einfachen Kreisbahn zusammengesetzte Kreisbahnen zu geben (Epizykeltheorie) und, nach einer Hipparch zugeschriebenen Idee, die Erde aus dem genauen Mittelpunkt der Planetenbahnen zu verschieben (Äquant), um die Beobachtungen mit ausschließlich gleichförmigen Kreisbewegungen beschreiben zu können. Durch Claudius Ptolemäus (ca. 100–160 n. Chr.) und seine Nachfolger nahm das geozentrische Weltbild zur Berechnung der Positionen der Gestirne am Himmel die Form eines mathematisch detailliert ausgearbeiteten Systems mit bis zu 80 Epizykeln an.
Im geozentrischen Weltbild wurde seit Aristoteles überwiegend eine Kugelform der Erde angenommen. Das geozentrische Weltbild ist nicht mit dem Konzept der flachen Erde zu verwechseln.

## Griechische Antike

### Die Erde als Zentrum
| Erde Mond Merkur Venus | Sonne Mars Jupiter Saturn |

Geozentrisches Weltbild in der Variante der Homozentrik (a) im Gegensatz zum heliozentrischen Weltbild (b)

Im geozentrischen Weltbild wird angenommen, dass alle Bewegungen des Mondes, der Sonne und der Planeten geometrisch auf Kurvenbewegungen ablaufen um die als ruhend oder um ihre Achse rotierend gedachte Erde. Beim homozentrischen System des Eudoxos von Knidos (ca. 390–338 v. Chr.) findet diese Kurvenbewegung auf Kreisbahnen statt, deren Achsen durch das Erdzentrum gehen und somit perfekt erscheinen.
Apollonios von Perge (262–190 v. Chr.) und Hipparchos (ca. 190–120 v. Chr.) passten in ihren Modellen die planetarischen Bewegungen mit Hilfe von Exzentern und Epizykeln den Beobachtungsdaten besser an. Herakleides Pontikos (ca. 390–322 v. Chr.) wird ein System zugeschrieben, bei dem sich die Planeten Merkur und Venus um die Sonne drehen, die sich ihrerseits wie der Mond und die Fixsternsphäre um die in ihrer Zentralstellung bewahrte Erde dreht. Dies stellt einen Kompromiss zwischen dem geozentrischen und dem heliozentrischen Weltsystem dar. In der neueren Forschung ist es allerdings heftig umstritten, ob Herakleides dieses Weltsystem lehrte.
Eine wichtige Begründung des geozentrischen Weltbildes lag in der Beobachtung, dass die Erde als ruhend empfunden wird und von den Himmelskörpern umkreist wird. Weiterhin ließ sich die Schwerkraft leicht damit erklären, dass alles Schwere seinem natürlichen Ort zustrebe, der nur der Mittelpunkt der Welt sein könne. Auch Aristoteles war ein einflussreicher Verfechter des geozentrischen Weltbilds. Die Aristotelische Physik verträgt sich aber streng genommen nicht mit den Hilfsannahmen von Exzentern, Epizyklen und Äquanten. Am besten harmoniert sie mit der homozentrischen Variante. Von der Sonne und den Planeten nahm man teilweise an, sie bestünden aus einem überirdischen „fünften Element“, der Quintessenz, dessen natürliche Bewegung die Kreisbahn sei.

### Ptolemäisches Weltbild

Schleifenbahn eines Planeten nach der Epizykeltheorie. Die Erde steht im Zentrum, der Planet beschreibt, wie beobachtet, eine teils rückläufige Bahn.

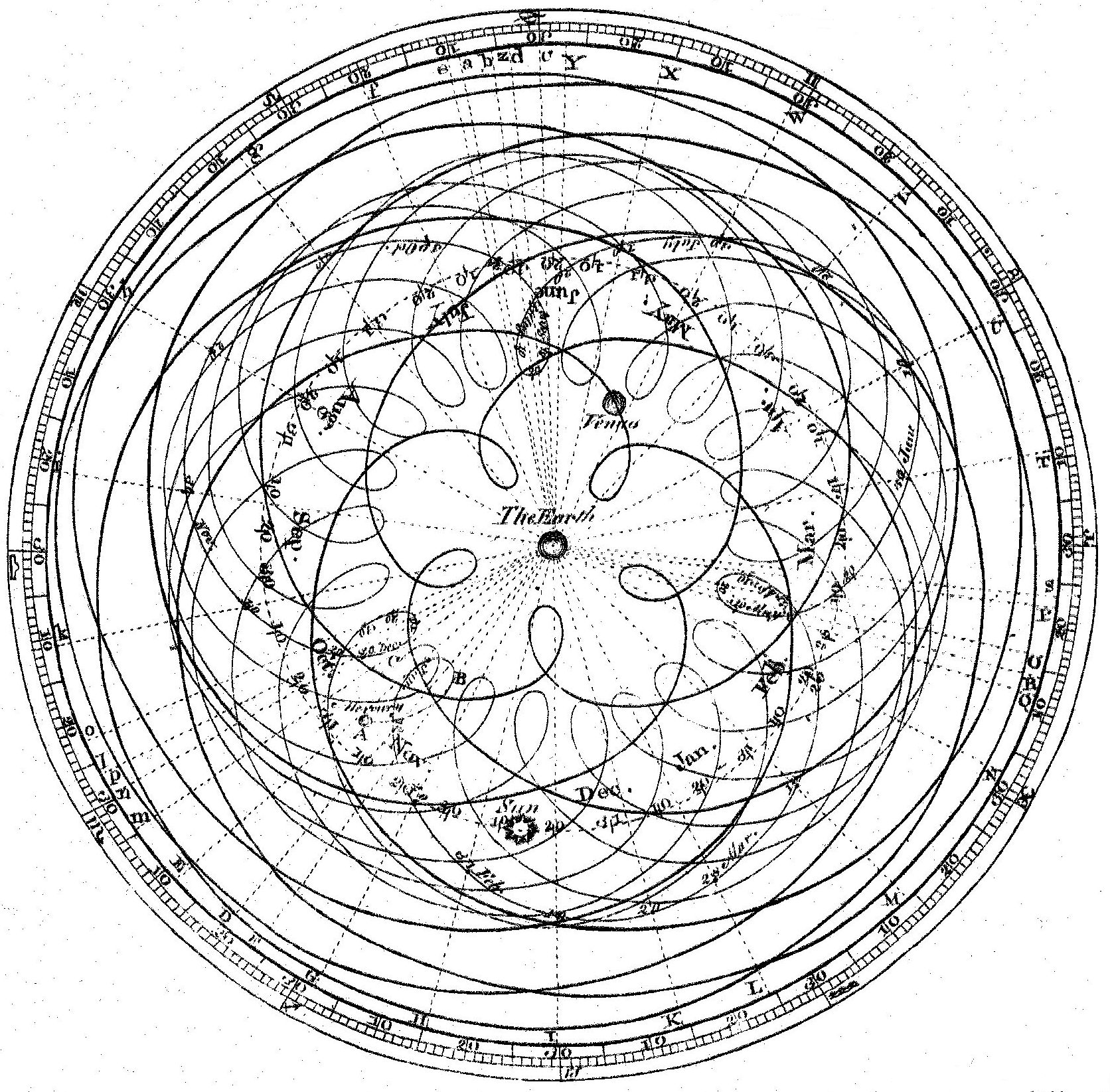
Bahnen von Sonne, Merkur, Venus für 7 Jahre nach dem geozentrischen System von Ptolemäus.

Das Ptolemäische Weltbild ist ein geozentrisches Weltbild, das von der aristotelischen Annahme ausgeht, dass Himmelskörper sich nur mit konstanter Geschwindigkeiten auf Kreisbahnen bewegen können. Es wurde von Claudius Ptolemäus (ca. 100–160 n. Chr.) ausgearbeitet. Sein Werk Mathematices syntaxeos biblia XIII schrieb dieses geozentrische Weltbild im europäischen Raum für fast 1500 Jahre fest.
Eine Herausforderung für das geozentrische Weltbild mit seiner Annahme ausschließlich gleichförmiger Kreisbewegungen um die Erde sind die Unregelmäßigkeiten der am Himmel beobachteten Bewegungen von Sonne, Mond und Planeten gegen den Sternenhintergrund. Merkur und Venus überholen periodisch die Sonne und fallen dann wieder zurück, während bei den äußeren Planeten (Mars, Jupiter, Saturn) immer dann rückläufige Bewegungen auftreten, wenn sie der Sonne gegenüber stehen. Dieses Phänomen, das auch als retrograde Bewegung bezeichnet wird, führt insgesamt aus der Erdperspektive zu einer scheinbaren Schleifenbewegung des Planeten. Um diese Beobachtungen mit dem geozentrischen Weltbild in Einklang zu bringen, wurde angenommen, dass die betreffenden Himmelskörper sich auf einer Kombination von mehreren Kreisbahnen bewegen. Danach bewegen sie sich in einer kleinen Kreisbahn (Epizykel) um einen Punkt, der seinerseits auf einem größeren Kreis (Deferent) umläuft. Die Abbildungen zeigen, wie kompliziert demnach die Bahnen geformt sein müssten. Allerdings erfolgt diese Bewegung nicht mit konstanter Geschwindigkeit, und die Erde steht auch nicht genau im Zentrum des Deferenten. Zwecks besserer Übereinstimmung mit den Beobachtungen nahm Ptolemäus vielmehr zwei weitere Punkte in gleichem Abstand vom Mittelpunkt des Deferenten an, den Exzenter und den Äquanten. Im Exzenter steht die Erde, vom Äquanten aus erscheint die Bewegung auf dem Deferenten gleichförmig.
Damit stellt sich der von der Erde aus beobachtete Planetenumlauf als Überlagerung dieser Bewegungen dar. Teilweise wurden dann auch noch weitere Bahnen um diese Kreise modelliert. Berechnungen innerhalb dieses Modells waren sehr kompliziert. Durch den Einsatz von insgesamt etwa 80 solcher Bahnen konnte Ptolemäus das geozentrische Weltbild mit den damals möglichen Beobachtungen der Planetenbewegungen in Einklang bringen. Bei optimaler Wahl der Parameter hätte allerdings ein System mit nur neun Epizyklen eine vergleichbare Genauigkeit erreichen können.

## Religiöse Rezeption

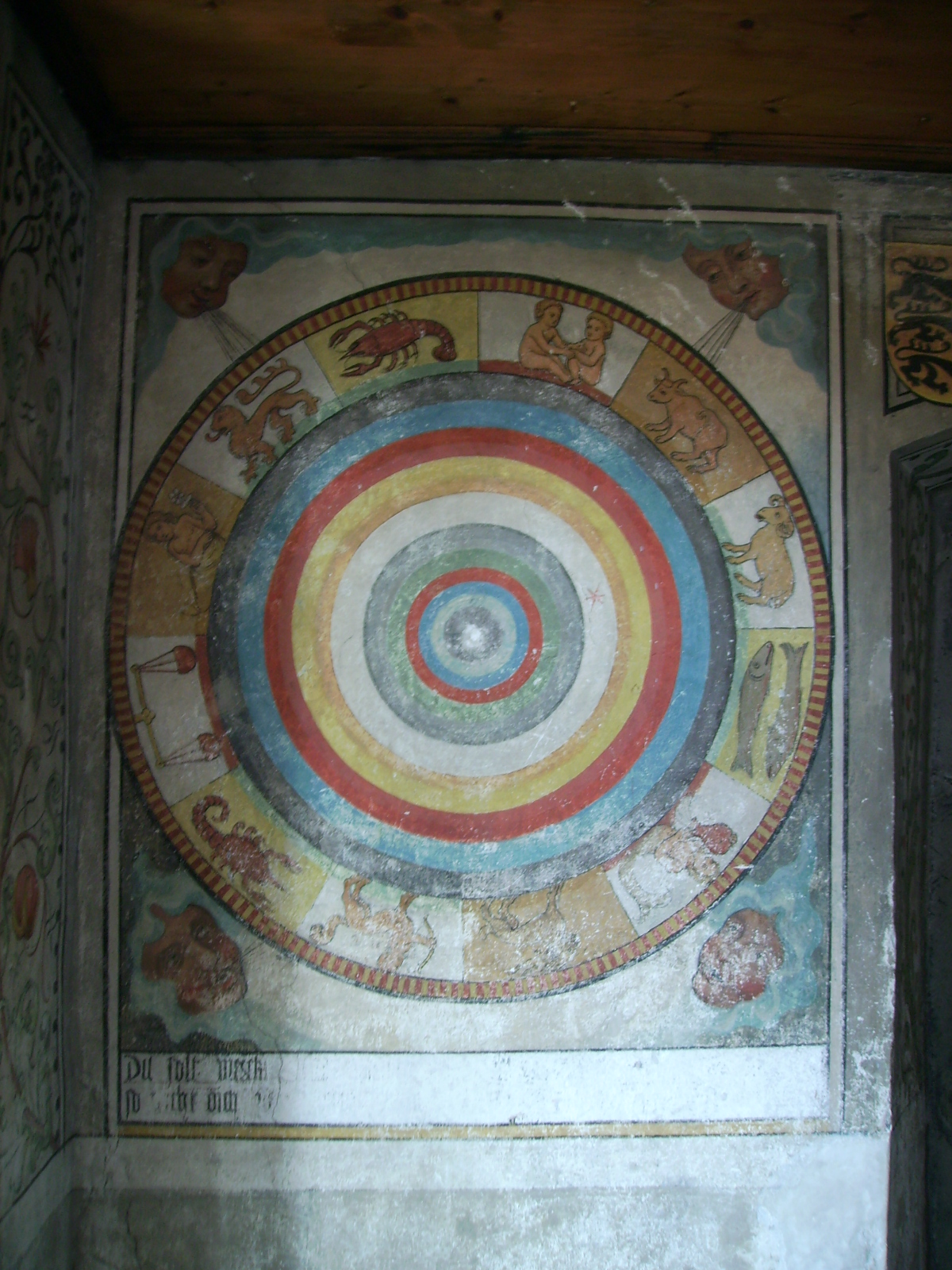
Geozentrisches Weltbild mit Planetenbahnen und Tierkreiszeichen im Kloster St. Georgen um 1506

Das geozentrische Weltbild war nahe an der alltäglichen Erfahrung des Beobachters und widersprach nicht der Bibel. Die christlichen Kirchen übernahmen und verteidigten es entschieden. Der Kirchenvater Basilius der Große (330–379) behandelte in neun Homilien exegetisch den Schöpfungsbericht und zeichnete ein Naturbild, das unmittelbar an die Antike anknüpfte. Seine Fastenpredigten beeinflussten seinen Freund Ambrosius von Mailand (340–397). Über diesen wurde es auch dessen Schüler Augustinus von Hippo bekannt. Die griechischen Originaltexte des Ptolemäus lagen dem Westen im Mittelalter nicht vor, seine und des Aristoteles Theorien waren durch lateinische Kompendienliteratur bekannt. Auch die Scholastiker des 13. Jahrhunderts sahen in der Erde das absolute Zentrum, mit dem die Stellung des Menschen definiert sei. Dagegen befinde sich in der höchsten Sphäre des Himmels das Reich Gottes und der Heiligen: das Empyreum.

## Nachfolgemodelle des geozentrischen Weltbildes
Das geozentrische Weltbild wurde im Mittelalter und auch in der beginnenden Renaissance nicht hinterfragt. Nachhaltige Zweifel daran kamen erst mit Nikolaus Kopernikus auf, Giordano Bruno und Galileo Galilei wurden schließlich wegen Befürwortung des heliozentrischen Systems des Kopernikus von der Inquisition wegen Häresie angeklagt.

### Tychonisches Weltmodell
Im Tychonischen Weltmodell wird der Äquant des ptolemäischen Weltbildes mit der Sonne identifiziert um welche alle anderen Planeten kreisen, während sie selbst und der Mond um die Erde kreisen.

### Heliozentrisches Weltbild
Durch die Arbeiten von Nikolaus Kopernikus und Johannes Kepler, der auf Grundlage der für die damalige Zeit extrem präzisen Vermessung der Marsbahn durch Tycho Brahe zu den Gesetzen der elliptischen Planetenbewegung gekommen war, erwies sich das geozentrische Weltbild als überholt. Es wurde durch das einfachere und mathematisch leichter benutzbare heliozentrische Weltbild ersetzt, das sich etwas später mit Isaac Newtons Gravitationstheorie auch physikalisch erklären ließ. Die Naturgesetze, die auf der Erde wirksam waren, wurden von nun an auch für den Kosmos als gültig angesehen.

### Aufhebung der zentrischen Weltbilder
Bereits im 17. Jahrhundert hatte Galileo Galilei gesehen, dass der Nebel der Milchstraße – in der auch unser Sonnensystem liegt – aus Sternen besteht. Spätestens nach der Entdeckung des Aufbaus und der Rotation der Milchstraße Anfang des 20. Jahrhunderts konnte auch die Sonne nicht mehr als Mittelpunkt des Universums gelten. Der Massenmittelpunkt unserer Milchstraße wird als galaktisches Zentrum bezeichnet, um das die Sonne kreist.
Die im 18. Jahrhundert von Astronomen entdeckten Nebel stellten sich zum großen Teil als eigene Galaxien heraus. Dass die Milchstraße nur eines von vielen rotierenden Systemen ist, geht erst auf Edwin Hubble in den 1920ern zurück.
Der modernen wissenschaftlichen Kosmologie und der Einsteinschen Relativitätstheorie (1905, 1916) zufolge ist kein Punkt im Raum fundamental ausgezeichnet, wodurch sich die Frage nach einem absoluten Zentrum erübrigt.

### Heutige Verwendung des geozentrischen Standpunktes
In praktischen Anwendungen können heute je nach Bedarf verschiedene Perspektiven eingenommen werden. Die Mittelpunktsfrage ist rein rechentechnischer Natur, man verlegt ihn dorthin, wo er die brauchbarste Darstellung ergibt.
In der beobachtenden Astronomie, wo es ein zweckmäßiger Zwischenschritt der Rechenverfahren ist, spricht man vom geozentrischen Koordinatensystem (auf den Erdmittelpunkt bezogen) in Abgrenzung zu topozentrischen Anblicksproblemen (denen auf den Oberflächen rotierender Körper), also dem tatsächlichen Standpunkt des Beobachters. In der subjektiven Wahrnehmung des Beobachters auf der Erde bewegen sich Sonne, Mond und Planeten um seinen Beobachtungsstandpunkt (Koordinatenursprung). Typische topozentrische Daten sind die Zeitpunkte des Auf- und Untergangs von Sonne und Mond. Auch die Nachführungen von Teleskopen oder Steuerungen eines Planetariums rechnen streng topozentrisch.
Moderne analytische Planetentheorien wie die VSOP oder die Mondtheorie ELP sind in geozentrischer, heliozentrischer oder baryzentrischer Fassung ohne und mit relativistischen Effekten ausformuliert, sodass je nach Anwendung in Astronomie und Raumfahrt möglichst wenig Rechenaufwand notwendig ist. Die zwischenzeitlichen Erklärungsversuche kleinerer Schwankungen wie die Epizyklen der Planeten in Bezug zur Erde sind dort dann in Form periodischer Terme enthalten. Besonders die Probleme der erdnahen Raumfahrt (wie Satelliten) werden naturgemäß rein geozentrisch gerechnet und die anderen Himmelskörper, einschließlich der Sonne, als je nach Fall unterschiedlich genau zu berücksichtigende sich bewegende Bahnstörung aufgefasst. Anwendungen wie die Vermessung des Schwerefeldes der Erde aus Satellitendaten oder GPS-Navigation wären ohne Modell einer feststehenden Erde nicht lösbar. Bei genauer Rechnung ist aber die exakte Lokalisierung des Geozentrums (Erdmittelpunkts) je nach Anwendung zu berücksichtigen (Erdkörpermodelle).
Ungeachtet der wissenschaftlichen Erkenntnisse stimmen bei Umfragen in westlichen Gesellschaften regelmäßig 20–30 % der Befragten der Aussage zu, dass „sich die Sonne um die Erde drehe“. Auch in Schulbüchern werden die Sachverhalte oft verkürzt, missverständlich und teilweise falsch dargestellt.